# PSR J0002+6216
PSR J0002+6216，或稱為砲彈脈衝星（Cannonball Pulsar）是一顆由Einstein@Home計畫於2017年發現的脈衝星。 PSR J0002+6216是已知移動速度最快的脈衝星之一，並且距離形成該脈衝星的的超新星遺跡 CTB 1（阿貝爾85）約53光年。因為PSR J0002+6216穿越星际物质的速度達到1127 km/s，使它留下長達13光年的尾跡。 PSR J0002+6216目前距離地球約6500光年，在天球上位於仙后座，每秒自轉8.7周。。

## 外部連結
- AstroSurf, Abell 85（页面存档备份，存于） (CTB 1)